# کاتاوتیرا
کاتاوتیرا (به اسپانیایی: Catautira) یک کوه در پرو است که در منطقه پونو واقع شده‌است. کاتاوتیرا ۵٬۲۰۰ متر بالاتر از سطح دریا واقع شده‌است.